# Episodi di James
La serie televisiva James, composta da un film televisivo pilota e altri 20 episodi, è stata trasmessa negli Stati Uniti d'America dall'emittente NBC dal 5 settembre 1977 al 29 giugno 1978.

## Elenco episodi

### Film TV Pilota
| Titolo originale | Titolo italiano | Prima TV USA     | Prima TV Italia |
| ---------------- | --------------- | ---------------- | --------------- |
| James at 15      |                 | 5 settembre 1977 |                 |

### Serie unica (1977-1978)
| nº | Titolo originale                         | Titolo italiano | Prima TV USA     | Prima TV Italia |
| -- | ---------------------------------------- | --------------- | ---------------- | --------------- |
| 1  | Friends                                  |                 | 27 ottobre 1977  |                 |
| 2  | The Girl with the Bad Rep                |                 | 3 novembre 1977  |                 |
| 3  | Kathy's in the Shower                    |                 | 10 novembre 1977 |                 |
| 4  | Higher Ground                            |                 | 24 novembre 1977 |                 |
| 5  | The Apple Tree, the Singing and the Gold |                 | 15 dicembre 1977 |                 |
| 6  | Fast and Loose                           |                 | 22 dicembre 1977 |                 |
| 7  | Mrs. Carson                              |                 | 29 dicembre 1977 |                 |
| 8  | Unrequited Love... Twice                 |                 | 5 gennaio 1978   |                 |
| 9  | Actions Speak Louder                     |                 | 19 gennaio 1978  |                 |
| 10 | Star-Crossed Lovers                      |                 | 26 gennaio 1978  |                 |
| 11 | The Gift                                 |                 | 9 febbraio 1978  |                 |
| 12 | The Blowout                              |                 | 16 febbraio 1978 |                 |
| 13 | Listless Fever                           |                 | 23 febbraio 1978 |                 |
| 14 | Champions                                |                 | 2 marzo 1978     |                 |
| 15 | An Hour Before Midnight                  |                 | 9 marzo 1978     |                 |
| 16 | Knocking Heads                           |                 | 1 giugno 1978    |                 |
| 17 | Rebel Without a Car                      |                 | 8 giugno 1978    |                 |
| 18 | Hunter Country                           |                 | 15 giugno 1978   |                 |
| 19 | Ducks                                    |                 | 22 giugno 1978   |                 |
| 20 | Queen of the Silver Dollar               |                 | 29 giugno 1978   |                 |